# Law & Order (19.ª temporada)
A décima nona temporada da série americana Law & Order foi exibida do dia 5 de novembro de 2008 até o dia 3 de junho de 2009. Transmitida pelo canal NBC, a temporada teve 22 episódios.

## Episódios
| #T | #S  | Título                      | Transmissão original  | Notas |
| -- | --- | --------------------------- | --------------------- | --- |
| 1  | 412 | "Rumble"                    | 5 de novembro, 2008   | - Parcialmente baseado nos eventos relacionados à ascensão de Kimbo Slice. - O episódio "Refuge" da nona temporada é mencionado.             |
| 2  | 413 | "Challenged"                | 12 de novembro, 2008  | |
| 3  | 414 | "Lost Boys"                 | 19 de novembro, 2008  | - Baseado nas contovérsias relacionadas à Igreja de Jesus Cristo dos Santos dos Últimos Dias Fundamentalista - Participação de Jena Malone.  |
| 4  | 415 | "Falling"                   | 26 de novembro, 2008  | O episódio "Precious" da quinta temporada é mencionado.                                                                                      |
| 5  | 416 | "Knock Off"                 | 3 de dezembro, 2008   | Participação de Katee Sackhoff. |
| 6  | 417 | "Sweetie"                   | 10 de dezembro, 2008  | - Baseado nas controvérsias envolvendo JT LeRoy. - Participação de Vivica A. Fox.                                                            |
| 7  | 418 | "Zero"                      | 17 de dezembro, 2008  | Participação de Sherry Stringfield. |
| 8  | 419 | "Chattel"                   | 7 de janeiro, 2009    | |
| 9  | 420 | "By Perjury"                | 14 de janeiro, 2009   | Baseado no caso do voo 592 da ValuJet. |
| 10 | 421 | "Pledge"                    | 21 de janeiro, 2009   | Baseado nos ataques de anthrax de 2001 nos EUA.                                                                                              |
| 11 | 422 | "Lucky Stiff"               | 28 de janeiro, 2009   | Primeiro episódio de Law & Order, desde a primeira aparição em 1994, em que Jack McCoy não participa.                                        |
| 12 | 423 | "Illegitimate"              | 4 de fevereiro, 2009  | |
| 13 | 424 | "Crimebusters"              | 11 de fevereiro, 2009 | - Baseado no caso Caylee Anthony. - Baseado na explosão em Times Square do dia 6 de março de 2008.                                           |
| 14 | 425 | "Rapture"                   | 18 de fevereiro, 2009 | Baseado nas controvérsias relacionadas ao arrebatamento.                                                                                     |
| 15 | 426 | "Bailout"                   | 11 de março, 2009     | Baseado na crise mundial de 2008/2009. |
| 16 | 427 | "Take-out"                  | 18 de março, 2009     | Participação de Keith Carradine. |
| 17 | 428 | "Anchors Away"              | 25 de março, 2009     | Inspirado no escândalo de investimentos de Bernard Madoff, no assassinato de Anne Pressly e no escândalo de Larry Mendte.                    |
| 18 | 429 | "Promote This!"             | 29 de abril, 2009     | |
| 19 | 430 | "All New"                   | 6 de maio, 2009       | |
| 20 | 431 | "Exchange"                  | 13 de maio, 2009      | Baseado no caso Joe Doherty. |
| 21 | 432 | "Skate or Die"              | 20 de maio, 2009      | |
| 22 | 433 | "The Drowned and the Saved" | 3 de junho, 2009      | Inspirado no escândalo em relação à vaga do senado envolvendo Rod Blagojevich e Caroline Kennedy e também no escândalo sexual de Max Mosley. |

A denominação #T corresponde ao número do episódio na temporada e a #S corresponde ao número do episódio ao total na série

## Elenco

### Law
- Jeremy Sisto - Detetive Cyrus Lupo
- Anthony Anderson - Detetive Kevin Bernard
- S. Epatha Merkerson - Tenente Anita Van Buren

### Order
- Linus Roache - Michael Cutter
- Alana de la Garza - Connie Rubirosa
- Sam Waterston - Jack McCoy